# Callia annulata
Callia annulata là một loài bọ cánh cứng trong họ Cerambycidae.